# Савковые
Савковые (лат. Oxyurini) — триба птиц из подсемейства настоящих уток (Anatinae). Некоторые систематики повышают ранг таксона до подсемейства Oxyurinae в семействе утиных. 
Характерной чертой большинства представителей этой группы гусеобразных является хвост из длинных жёстких перьев, который обычно поднят, когда птица находится в покое, и относительно большие, вздутые у основания, клювы. Считается, что систематически они стоят ближе к лебедям и настоящим гусям, а не к типичным уткам, хотя эти взгляды ещё не устоялись. Наиболее разнообразны в более тёплых частях Америки, но не менее 1 вида встречается на каждом из материков, кроме Антарктиды.
Внешне напоминают пресноводных нырковых уток, особенно на суше. Их ноги отставлены далеко назад, поэтому они плохо ходят, вследствие чего они редко покидают воду. В спокойном состоянии хорошо отличаются уже упоминавшимся поднятым хвостом, в воде часто плавают очень глубоко посаженными. Характерны сложные и специфические брачные церемонии, с определёнными звуками и позами, лишь лопастная утка имеет менее сложный ток.

## Классификация
Имеется один род с 5 современными видами и 2—3 монотипических в настоящее время рода:
- Heteronetta — Черноголовые утки
- Nomonyx — Масковые савки
- Oxyura — Савки
- Biziura — Лопастные утки, систематическое положение точно не определено

Черноголовая древесная утка Heteronetta больше напоминает типичных уток Anatidae с коротким хвостом и нормальным клювом. Масковая савка Nomonyx занимает, скорее, промежуточное положение; она, вероятно, отклонилась от общего предка несколько позже Heteronetta.
Лопастная утка Biziura включена в состав описываемой группы за своеобразный внешний вид и выраженный половой диморфизм; систематическое положение точно не определено, сильно отклоняется от других групп. Её анатомия более подобна Oxyura, чем представителям двух других родов, но всё же уникальна во многих отношениях. Данные исследований последовательности цитохрома b mtDNA предполагает более близкие отношения с розовоухой уткой Malacorhynchus, что, если представлено корректно, может стать одним из самых значительных случаев дивергентной адаптации в отряде Anseriformes.
Очевидно, однако, что лопастная утка не является одним из видов Oxyura, они, скорее являются близкородственными группами, очень сходными по внутреннему строению. Эти две группы, вероятно, часть очень древней радиации водоплавающих Гондваны, включая такие формы как куриный гусь (Cereopsis), коскороба (Coscoroba), крапчатая утка (Stictonetta) или малые гуси (Nettapus), которые ранее были помещены в Oxyirini (Oxyurinae). Но точные отношения между этими группами остаются неизученными. Например, африканские утки-пароходы (Thalassornis) имеют немного общих черт с Oxyura, но это также может быть случаем конвергентной эволюции.
Имеется один ископаемый род Oxyirini — Tirarinetta из плиоцена Австралии и несколько вымерших видов из современных родов.